# Adam Malicki (malarz)
Adam Malicki (ur. 1896 lub 1897 w Krakowie, zm. 7 stycznia 1949 w Warszawie) – polski malarz.

## Życiorys
Uczęszczał do Szkoły Przemysłu Artystycznego w Krakowie, od 1912 należał do Polskich Drużyn Strzeleckich. 17 października 1914 wstąpił do Legionów Polskich, zaszeregowano go do 3 kompanii III baonu 1 Pułku Piechoty. Został ranny podczas bitwy pod Łowczówkiem, która trwała od 24 do 26 grudnia 1914, po rekonwalescencji Adam Malicki przeszedł do rezerwy i rozpoczął studia w Akademii Sztuk Pięknych w Krakowie. Po pierwszym roku przerwał naukę, 27 lipca 1916 zgłosił się ponownie do Legionów. Następnie przeszedł do Polskiego Korpusu Posiłkowego, skąd 17 października 1917 został skierowany do stacji zbornej w Przemyślu. W 1918 powrócił na uczelnię i studiował w pracowni Wojciecha Weissa, naukę przerwał jeszcze raz w 1920 aby walczyć w wojnie polsko-bolszewickiej. 
Ostatecznie studia ukończył w 1921 i wyjechał do Paryża, podróżował po Europie, aby w 1927 powrócić do Krakowa. Rok później przeniósł się do Warszawy, został członkiem Związku Zawodowego Polskich Artystów Plastyków i od 1931 Cechu Artystów Plastyków Jednoróg. Od 1932 należał również do Towarzystwa Zachęty Sztuk Pięknych, gdzie wystawiał swoje prace. Ponadto wystawiał z Towarzystwem Przyjaciół Sztuk Pięknych w Krakowie i Lwowie, w Łodzi, w warszawskim Salonie Garlińskiego i Instytucie Propagandy Sztuki. Uczestniczył w wystawach paryskiego Salonu Jesiennego (1925, 1928) i Salon des indépendants. Po 1945 podróżował po zachodniej Polsce i uwieczniał tamtejsze krajobrazy.
Adam Malicki był przede wszystkim pejzażystą, rzadziej tworzył martwe natury i sceny rodzajowe. Było to malarstwo olejne, akwarele i pastel, eksperymentował z tworzeniem drzeworytów, ale krótkotrwale. Dorobek artystyczny Malickiego znajduje się w Muzeach Narodowych w Warszawie i Krakowie.
Był bratem aktorki Marii Malickiej.